# Melkkruid
Melkkruid (Glaux maritima) is een vaste plant die voorkomt in de Nederlandse en Vlaamse duinen en in slufters. Melkkruid komt ook in de kustgebieden van Europa en Noord-Amerika voor: de plant is een halofyt. Ze wordt ingedeeld in de sleutelbloemfamilie (Primulaceae), zoals in de 23e druk van de Heukels, of in de familie Myrsinaceae, zoals bij APG. 
De plant werd vroeger wel zeemelkkruid genoemd.

## Beschrijving
De 2-30 cm hoge plant vormt ondergrondse uitlopers en heeft rechtopgaande of liggend-opstijgende, dichtbebladerde stengels. Op de knopen van de liggende stengels worden wortels gevormd. De 4-15 mm lange en 1,5-3,5 mm brede, elliptisch tot lijnvormige, iets vlezige bladeren staan tegenover elkaar, maar de bovenste kunnen ook verspreid staan.
Melkkruid bloeit van mei tot in augustus met 3-6 mm grote, lichtroze (soms witte) bloemen, waarvan de bloemkroon ontbreekt en de kelkbladen dus gekleurd zijn. De bloemen zitten in de bladoksels.
De vrucht is een 2,5-3 mm grote, vijfkleppige doosvrucht. De roodbruine, driekantige zaden zijn ongeveer 1,2 mm lang.

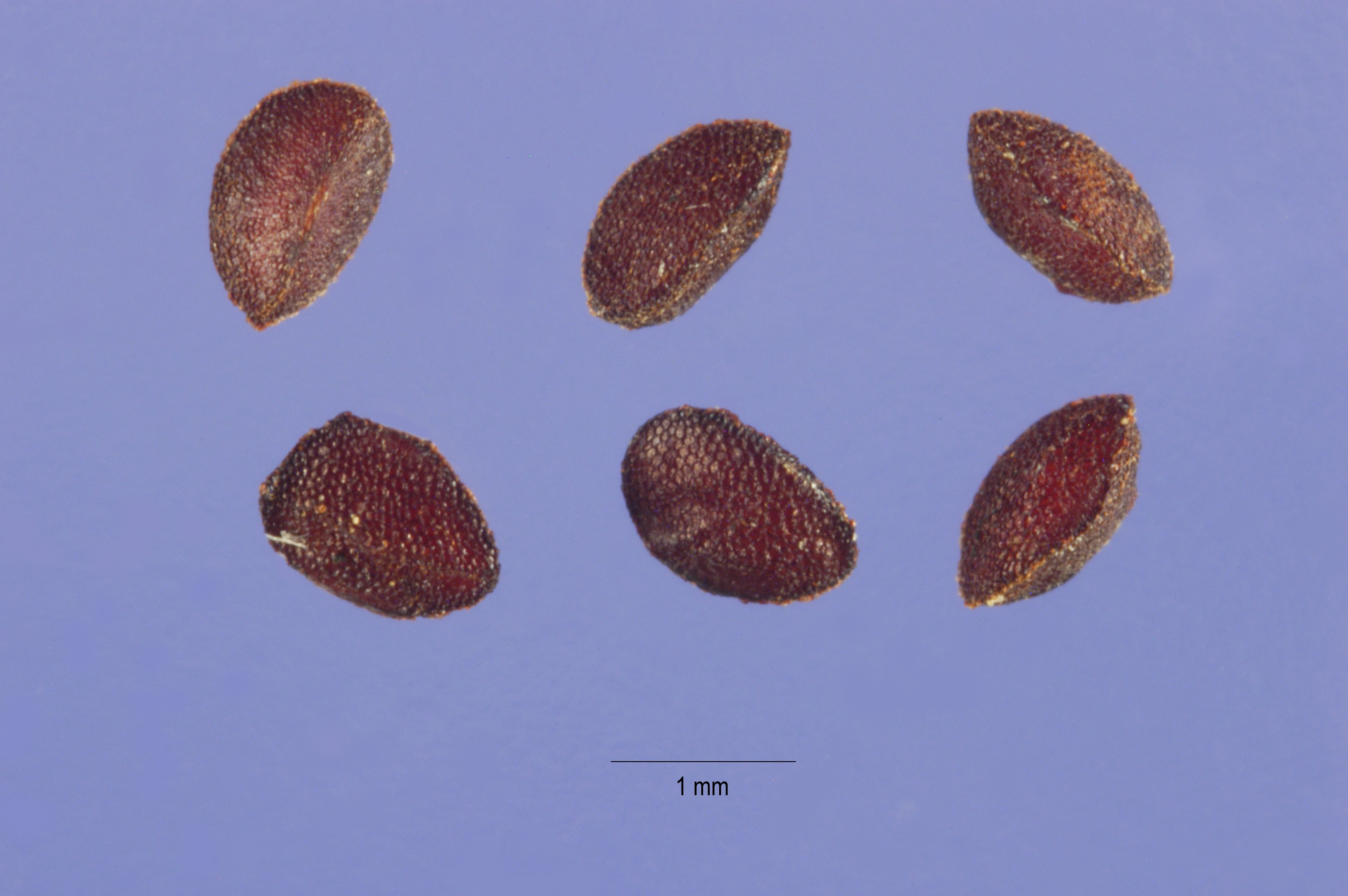
Zaden

Melkkruid groeit in duinvalleien, op hoge schorren, kwelders, groene stranden, zeedijken, brakke rietlanden en brakke weilanden. Kan ook in het binnenland, zoals langs het IJsselmeer, voorkomen.

## Plantengemeenschap
Melkkruid is een kensoort voor de zeeaster-klasse (Asteretea tripolii), een groep van plantengemeenschappen van zilte tot brakke gronden van buitendijkse terreinen in estuaria.